# Larry Black
Larry Black (Miami, Estados Unidos, 20 de julio de 1951-8 de febrero de 2006) fue un atleta estadounidense, especializado en la prueba de 4 x 100 m en la que llegó a ser campeón olímpico en 1972.

## Carrera deportiva
En los JJ. OO. de Múnich 1972 ganó la medalla de oro en los relevos 4 x 100 metros, con un tiempo de 38.19 segundos que fue récord del mundo, por delante de la Unión Soviética (plata) y Alemania del Oeste (bronce), siendo sus compañeros de equipo: Robert Taylor, Gerald Tinker y Eddie Hart.